# マイ・スクール・マーチ
「マイ・スクール・マーチ」は、おはガールメープル with スマイレージのシングル。

## 概要
- おはガールメープルとスマイレージによるコラボレーション楽曲。
- おはガール名義でのシングルは、おはガールフルーツポンチの「それゆけ!おはマーチ☆★☆」以来、約8年ぶりである。
- スマイレージの楽曲としてはつんく♂プロデュースではない楽曲を歌うのは本作で初となる。
- アニメ&キッズヒットマーチ2012には行進曲バージョンが収録されている。

## 収録曲

### 初回限定盤
1. マイ・スクール・マーチ
作詞：2℃、作曲：若林充、編曲：小西貴雄
2. モーニング・チャイム!!!
作詞：Noria、作曲・編曲：鳴瀬シュウヘイ、歌：おはガールメープル
3. マイ・スクール・マーチ（ブラスバンドバージョン）
4. マイ・スクール・マーチ（オリジナルカラオケ）
5. モーニング・チャイム!!!（オリジナルカラオケ）

DVD
1. 「マイ・スクール・マーチ」（ミュージック・ビデオ）
2. 「モーニング・チャイム!!!」（ミュージック・ビデオ）
3. ジャケット&ミュージックビデオ撮影メイキング映像

### 通常盤
1. マイ・スクール・マーチ
2. モーニング・チャイム!!!
3. マイ・スクール・マーチ（ブラスバンドバージョン）
4. マイ・スクール・マーチ（オリジナルカラオケ）
5. モーニング・チャイム!!!（オリジナルカラオケ）